# Brand Moerdijk 5 januari 2011
Op 5 januari 2011 ontstond even voor half drie in de middag brand bij het bedrijf Chemie-Pack in het haven- en industriegebied Moerdijk. Bij de brand waren grote hoeveelheden chemische stoffen betrokken en er ontstond een zeer grote rookwolk die over Dordrecht en omstreken trok en op grotere hoogte over een groot deel van Nederland. Minstens twintig hulpverleners die bij de brand betrokken waren, werden behandeld in het ziekenhuis vanwege gezondheidsklachten, daarnaast zijn nog eens minstens 150 gevallen bekend van andere personen met gezondheidsklachten die mogelijk aan de brand te wijten zijn. De totale kosten worden vooralsnog geschat op 71 miljoen euro.

## Verloop

### Opschaling operationele diensten
Om 14.26 uur ontvangt de gemeenschappelijke meldkamer van de Veiligheidsregio Midden- en West-Brabant een melding van de receptioniste van Chemie-Pack over een brand op het bedrijfsterrein. Om 14.27 uur werden twee tankautospuiten van de brandweer Moerdijk gealarmeerd voor een 'binnenbrand industrie'. Nadat via 112 een bericht binnenkomt dat ‘de vlammen uit het dak slaan’, schaalt de meldkamer meteen op naar middelbrand. De OvD vraagt terwijl hij vertrekt naar het incident om 14.30 uur om de Adviseur Gevaarlijke Stoffen te alarmeren, omdat hij al zicht heeft op een rookwolk. Om 14.31 uur maakt de OvD vanuit zijn auto het incident al tot GRIP 2-opschaling en geeft het sein zeer grote brand, waardoor nog twee tankautospuiten, ondersteunende eenheden, politie en GHOR gealarmeerd werden. 
Om 14.33 uur, slechts zes minuten na de eerste alarmering, werd een complete brandweercompagnie opgeroepen.
Deze opschaling geeft aan dat men zeer snel besefte dat het ging om een ernstig incident waarbij (mogelijk) gevaarlijke stoffen betrokken waren.

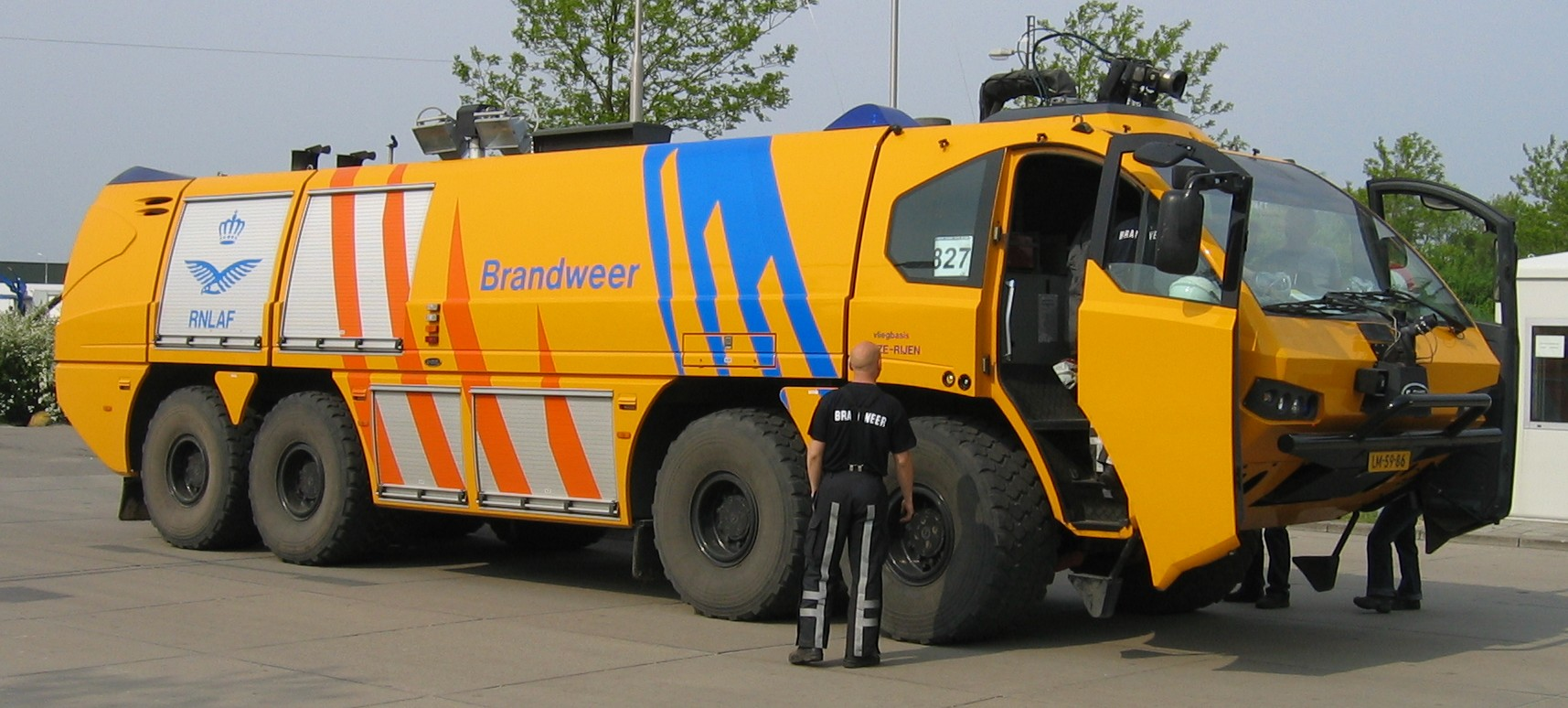
Een E-One Titan-crashtender van de Koninklijke Luchtmacht zoals ook ingezet bij de brand in Moerdijk

Later tijdens het incident werden vier crashtenders van de Koninklijke Luchtmacht (van de vliegbasis Gilze-Rijen, de vliegbasis Eindhoven en vliegbasis Woensdrecht) ingezet. Ook werden eenheden van de brandweer Rotterdam-Rijnmond en van de bedrijfsbrandweer van SABIC Innovative Plastics en Shell ingezet om de vuurzee te bedwingen.
Het Korps landelijke politiediensten was aanwezig met een helikopter voor observatie.

#### Brandbestrijding
De OvD arriveert als eerste op de plaats incident. De OvD heeft op dat moment als grootste prioriteit dat al het personeel het bedrijf verlaat. Om 14.35 uur is ook de eerste tankautospuit ter plaatse. De bevelvoerder krijgt van de OvD de opdracht een container met in totaal zestien ton aan vaten aceton te koelen. Deze 80 vaten van 200 liter werden acuut door het vuur bedreigd. Zouden de vaten exploderen, dan kon de brand zich mogelijk uitbreiden tot een gebied van 1 km². 7 minuten later, om 14.43 uur was ook een tweede tankautospuit ter plaatse. Daarna arriveren tot 14.52 uur nog vijf tankautospuiten en een schuimblusvoertuig, die wordt ingezet om overslag naar een buurbedrijf te voorkomen. Verder was er een tankwagen op het binnenterrein, die gevuld was met 33.000 liter zeer brandbare vloeistof. Eerst werd begonnen met het blussen met grote hoeveelheden water, om het explosiegevaar te verminderen. Het vrijgekomen bluswater zorgde voor een lange nasleep met betrekking tot milieuvervuiling en de daarbij behorende juridische kosten. Maar er was ook gevaar voor de omliggende bedrijven, er was een kans op escalatie, om de bedrijven te beschermen werden waterschermen aangelegd, maar voor het bedrijf aan de westzijde had dit geen zin, rond 17.00 uur bezweek de buitenmuur van Chemie-Pack en de brand sloeg over op het bedrijf.
Rond 23.00 uur kreeg de brandweer toestemming voor het aanbrengen van een deken van schuim. Dit lukte en rond 00.15 uur kon het sein brand meester worden gegeven. Omdat tijdens de operatie de kans bestond dat veel rook zou vrijkomen, werden de A16, A17 en N3 afgesloten. Ook werd het treinverkeer van Dordrecht naar Lage Zwaluwe en vice versa stilgelegd en werden de sirenes van het waarschuwingsstelsel in Moerdijk geactiveerd. De verwachte rookontwikkeling bleef achterwege en de wegen konden vrijgegeven worden. Blussen met schuim was volgens het rampenplan, blussen met water niet volgens eigen onderzoek van de NOS.

### Bestuurlijke opschaling
Om 14.31 uur werd GRIP 2 door de meldkamer van de Veiligheidsregio Midden- en West-Brabant afgekondigd, om 16.52 uur gevolgd door GRIP 3 en om 19.45 uur GRIP 4.
Om 15.08 uur werd GRIP 2 door de meldkamer van de Veiligheidsregio Zuid-Holland-Zuid afgekondigd, gevolgd door GRIP 4 om 15.44 uur.
Om 16.22 uur werd GRIP 2 door de meldkamer van de Veiligheidsregio Rotterdam-Rijnmond afgekondigd.
Deze bestuurlijke opschaling geeft de werking van de Gecoördineerde Regionale Incidentbestrijdings Procedure goed weer. Elke regio heeft naar eigen behoefte conform de procedure opgeschaald. In de regio Zuid-Holland-Zuid was sprake van een zeer duidelijk effectgebied (dat gemeentegrenzen overschreed) met potentieel gevaarlijke rook. In de regio Midden- en West-Brabant was lange tijd sprake van een beperkt effectgebied, omdat het incident plaatsvond vlak bij het Hollandsch Diep. Het Hollandsch Diep is de grens tussen de gemeente Moerdijk en Dordrecht, waardoor het effectgebied bijna direct buiten de regio ligt. De scheepvaart op het Hollandsch Diep werd door Rijkswaterstaat stilgelegd ter hoogte van de Sassenplaat en de Dordtsche Kil.

### Gevaarlijke stoffen
Om 14.49 uur werd in Dordrecht een meetploeg van de brandweer Zuid-Holland-Zuid ingezet vanwege de rook die over die plaats trok. Om 15.28 uur werd via Twitter melding gemaakt van het activeren van het luchtalarm van het Waarschuwingsstelsel in Dordrecht.
De brandweer en de milieuongevallendienst van het RIVM verrichtten gedurende en na het incident metingen naar gevaarlijke stoffen en maten op grondniveau geen voor de mens schadelijke concentraties.
Bewoners werd afgeraden om groenten uit eigen tuin te eten of om veel contact met de grond te hebben vanwege de mogelijke aanwezigheid van schadelijke roetdeeltjes. Ook werd afgeraden om huisdieren buiten het huis rond te laten lopen. De neergedaalde roetdeeltjes werden door het RIVM geanalyseerd. Het door hen uitgegeven rapport concludeerde dat aantoonbaar sprake was geweest van gevaarlijke stoffen, maar dat de concentraties niet dusdanig waren geweest dat er gevaar voor de gezondheid was opgetreden. In monsters van gras werd dioxine aangetroffen. De waarden waren weliswaar duidelijk verhoogd, maar die verhoging zou niet heel veel hebben afgeweken van de waarden die in het betrokken gebied 's winters voorkomen. In een later rapport werd dit standpunt bekrachtigd.
In het bluswater bleken aanzienlijke hoeveelheden chemicaliën te zitten. De vervuilde sloten werden door de brandweer met schuim afgedekt om uitdamping te voorkomen.
Op 12 januari berichtte de Volkskrant dat gevaarlijke hoeveelheden lood waren gemeten in de weilanden die onder de rookpluim hadden gelegen.
Op 19 januari kwam het ministerie van Algemene Zaken met een nieuw advies aangaande het gebied Moerdijk. Op basis van de uitkomsten van metingen verricht buiten de 10 kilometerzone werd geconstateerd dat alle metingen hier onder de maximaal toegestane waarden bleven. Binnen het gebied tot 10 kilometer ten noorden van Moerdijk gold het advies om vee binnen te houden en gewassen niet te consumeren. Nadere meetresultaten werden afgewacht.
Op 25 januari werd het gebied binnen de 10 kilometerzone als niet of nauwelijks verontreinigd vrijgegeven. Op 7 februari trok de gemeente de noodverordening in en mocht het vee weer grazen.

## Nasleep
De grote hoeveelheid bluswater en chemicaliën werden opgevangen in de riolering en afgedamde sloten en door het waterschap Brabantse Delta afgevoerd. Het water bleek vervuild met veel verschillende stoffen, waarvan een deel kankerverwekkend was. In het water werden bijvoorbeeld organische chloorverbindingen en kankerverwekkende aromaten zoals xyleen, naftaleen en tolueen aangetroffen. Het waterschap Brabantse Delta kwam op 1 februari met een schadeclaim richting Chemie-Pack van 10 tot 16 miljoen euro wegens het vervuilde bluswater, Chemie-Pack weigerde meer dan eens deze kosten te betalen. De bodem onder het bedrijf Chemie-Pack en twee naastgelegen bedrijven moest gesaneerd worden, zo bleek.
Op 13 januari hield de Tweede Kamer een spoeddebat over de brand.
Burgemeester Wim Denie van Moerdijk besloot in een gesprek met de commissaris van de Koningin, Wim van de Donk, om zijn – voor de brand aangekondigde – vertrek te vervroegen en per 1 februari 2011 zijn ambt neer te leggen. Dit volgde op eerdere kritiek op het optreden van Denie en de gemeente Moerdijk. Als reden voor zijn vervroegde vertrek noemde Denie de lichamelijke en mentale inzet die de nasleep van de brand van hem vroeg die hij op dat moment niet kon opbrengen. De commissaris van de Koningin loofde in zijn nieuwjaarstoespraak wel de burgemeester van Breda, maar de CdK noemde Denie niet. De burgemeester van Breda nam de coördinatie tijdens de brand op zich als voorzitter van de veiligheidsregio en het Regionaal Beleids Team (RBT). Jan Mans werd waarnemend burgemeester van Moerdijk.
Op 25 januari maakte de gemeente Moerdijk bekend dat de schade aan derden, bedrijven en particulieren 4,1 miljoen euro zou bedragen. Staatssecretaris Bleker stelde daarop eenmalig 1,1 miljoen euro beschikbaar als compensatie voor dertig boeren. Een dag later werd de totale schade van de brand al op minimaal 41,5 miljoen euro geschat. De gemeente Moerdijk liep kans als nalatig bestuursorgaan op de schade te worden aangesproken.
Volgens deskundigen had er bedrijfsbrandweer aanwezig moeten zijn bij Chemie-Pack. Op 23 augustus 2011 werd Chemie-Pack op eigen verzoek door de rechtbank te Breda failliet verklaard. Een dag later bracht de Arbeidsinspectie een lijvig rapport uit over de gevaren die de brandbestrijders en hulpverleners tijdens de brand hadden gelopen. Op 26 augustus werd de schade door de overheid geschat op 71 miljoen euro. Op 8 september besloten de provincie Noord-Brabant en de gemeente Moerdijk gezamenlijk het bedrijfsterrein schoon te maken. Nadat de provincie 38 miljoen aan schoonmaakkosten had voorgeschoten en de rijksoverheid 3 miljoen aan de gemeente Moerdijk beschikbaar had gesteld en 5,75 miljoen aan het waterschap Brabantse Delta, werd op 18 oktober daadwerkelijk begonnen met de opruimwerkzaamheden. Op 9 november 2011 was er bestuurlijke overeenstemming over de verdeling van de opruimingskosten tussen overheden en waterschap. Precies één jaar later trok de brandweer de conclusie dat bij dit soort branden improvisatie het sleutelwoord dient te zijn.
Op 22 januari 2014 veroordeelde de Raad van State het gedeeltelijk failliete bedrijf tot het betalen van 11 miljoen schadevergoeding aan het waterschap Brabantse Delta.
Op 10 oktober 2014 werd gemeld dat de betrokken overheden en Chemie-Pack tot een kostenverdeling waren gekomen. Het bedrijf betaalt 4,2 miljoen euro van de ontstane schade van 71 miljoen.

### Rapport van de Onderzoeksraad Voor Veiligheid
De Onderzoeksraad Voor Veiligheid (OVV) onderzocht de brand. Chemie-Pack stapte in januari 2012 naar de rechter vanwege wat zij beschouwde als "tientallen fouten in het concept-rapport", maar het bedrijf verloor het kort geding. Op 9 februari 2012 publiceerde de OVV zijn rapporten. Vooralsnog wordt daarin aangenomen dat de brand ontstond doordat een medewerker van Chemie-Pack met een gasbrander een pomp probeerde te ontdooien in de buurt van brandbare stoffen. De OVV beschouwt de bewuste gasbrander als de directe aanleiding tot de brand.

### Strafrechtelijk onderzoek
Het terrein van Chemie-Pack werd door het Landelijk Team Forensische Opsporing van de politie onderzocht.
Op 9 januari 2011 gaf het Openbaar Ministerie de lijst vrij met stoffen die op het moment van de brand aanwezig waren op het complex. Het OM had de lijst kort na de brand in beslag genomen voor het strafrechtelijk onderzoek.
Op 11 januari 2011 maakte burgemeester Peter van der Velden van Breda (in zijn rol als voorzitter van de Veiligheidsregio Midden- en West-Brabant) namens justitie bekend dat het bedrijf Chemie-Pack in staat van beschuldiging was gesteld. Hij maakte niet bekend waaruit de overtreding van de vergunning bestond. Op 24 januari 2011 werden door de politie huiszoekingen verricht in vijf woningen van medewerkers van Chemie-Pack en een bedrijfspand. Op 4 december 2011 werd bekend dat het OM de medewerker die mogelijk verantwoordelijk was voor het ontstaan van de brand niet zou vervolgen. Het Openbaar Ministerie maakte op 9 december 2011 bekend dat ze drie functionarissen van het bedrijf Chemie-Pack wilde vervolgen voor de brand in het bedrijf van 5 januari. Ze zouden veiligheidsregels hebben genegeerd. Het OM vond het daarnaast terecht dat de aanstichter zelf vrijuit ging. Op 9 oktober 2012 was er een eerste zitting bij de rechtbank te Breda. Terecht stonden de directeur, de productieleider en de milieucoördinator van Chemie-Pack. De veroorzaker van de brand werd niet vervolgd in ruil voor zijn volledige medewerking. Op 21 december werden de drie leidinggevenden veroordeeld tot een taakstraf. Het Openbaar Ministerie ging onmiddellijk in beroep.